# アブバカル・ヌルマゴメドフ
アブバカル・ヌルマゴメドフ（ロシア語: Абубакар Нурмагомедов、英語: Abubakar Nurmagomedov、1989年11月13日 - ）は、ロシアの男性総合格闘家。ダゲスタン共和国マハチカラ出身。アメリカン・キックボクシング・アカデミー/イーグルスMMA所属。

## 来歴
小学生でフリースタイルレスリングを始め、高校卒業後、叔父アブドゥルマナプ・ヌルマゴメドフの下でコンバットサンボのトレーニングを開始した。
2011年、プロ総合格闘技デビュー。PFL等の団体に参戦し、15勝2敗1分の戦績を収める。2014年、コンバットサンボ世界選手権（82kg級）で銅メダルを獲得した。

### UFC
2019年11月9日、UFC初出場となったUFC Fight Night: Zabit vs. Kattarでダビッド・ザワダと対戦し、三角絞めで1R一本負け。

## 人物・エピソード
- 元UFC世界ライト級王者のハビブ・ヌルマゴメドフは従兄弟であり、別の従兄弟ウマル・ヌルマゴメドフ、Bellator世界ライト級王者のウスマン・ヌルマゴメドフも総合格闘家である。
- UFC 229の乱闘に参加したとして2019年1月29日にネバダ州アスレチック・コミッションから1年間の資格停止（2018年10月6日まで遡及）と25,000ドルの罰金処分を下された[3]。

## 戦績
| 総合格闘技 戦績 | 総合格闘技 戦績 | 総合格闘技 戦績 | 総合格闘技 戦績 | 総合格闘技 戦績 | 総合格闘技 戦績 | 総合格闘技 戦績 |
| --------------- | --------------- | --------------- | --------------- | --------------- | --------------- | --------------- |
| 22 試合         | (T)KO           | 一本            | 判定            | その他          | 引き分け        | 無効試合        |
| 17 勝           | 6               | 4               | 7               | 0               | 1               | 0               |
| 4 敗            | 1               | 2               | 1               | 0               | 1               | 0               |

| 勝敗 | 対戦相手                     | 試合結果                        | 大会名                                                            | 開催年月日     |
| ×    | エリゼウ・ドス・サントス     | 5分3R終了 判定1-2               | UFC on ESPN 46: Kara-France vs. Albazi                            | 2023年6月3日   |
| ○    | ガジ・オマルガジエフ         | 5分3R終了 判定3-0               | UFC 280: Oliveira vs. Makhachev                                   | 2022年10月22日 |
| ○    | ジャレッド・グッデン         | 5分3R終了 判定3-0               | UFC 260: Miocic vs. Ngannou 2                                     | 2021年3月27日  |
| ×    | ダビッド・ザワダ             | 1R 2:50 三角絞め                | UFC Fight Night: Zabit vs. Kattar                                 | 2019年11月9日  |
| △    | ボヤン・ベリコビッチ         | 5分2R終了 判定0-0               | PFL 10 【2018年PFLウェルター級トーナメント準々決勝】              | 2018年10月20日 |
| ○    | ジョナタン・ウェスティン     | 5分3R終了 判定3-0               | PFL 6 【2018年PFLウェルター級トーナメント・オープニングラウンド】 | 2018年8月16日  |
| ×    | パベル・クッシュ             | 2R 1:23 リアネイキドチョーク    | PFL 3 【2018年PFLウェルター級トーナメント・オープニングラウンド】 | 2018年7月5日   |
| ○    | マット・セコール             | 5分3R終了 判定3-0               | WSOF 35                                                           | 2017年3月18日  |
| ○    | ジョン・ハワード             | 5分3R終了 判定3-0               | WSOF 33                                                           | 2016年10月7日  |
| ○    | マシュー・フリンク           | 2R 3:05 TKO（パウンド）         | WSOF 30                                                           | 2016年4月2日   |
| ○    | ダニー・デイビス・ジュニア   | 5分3R終了 判定3-0               | WSOF 26                                                           | 2015年12月18日 |
| ○    | ホルヘ・モレノ               | 5分3R終了 判定3-0               | WSOF 22                                                           | 2015年8月1日   |
| ○    | ウラジミール・グンズ         | 1R TKO（パウンド）              | Sochi Star Club: Sochi Star Tournament 3                          | 2015年2月22日  |
| ×    | マゴメド・ムスタファエフ     | 2R 4:11 TKO（ドクターストップ） | Sochi Star Club: Sochi Star Tournament 1                          | 2014年9月1日   |
| ○    | リチャード・トトラフ         | 1R 4:27 TKO（パンチ連打）       | Sochi Star Club: Sochi Star Tournament 1                          | 2014年9月1日   |
| ○    | ドミトリー・カプマリ         | 1R 3:36 TKO（パンチ連打）       | Union of Veterans of Sport: Champion Cup                          | 2013年12月21日 |
| ○    | マゴメド・シャフバノフ       | 1R 2:46 TKO（パンチ連打）       | Liga Kavkaz: Grand Umakhan Battle                                 | 2013年7月7日   |
| ○    | ユーリ・グリゴリアン         | 1R 1:40 変形キムラロック        | Russian MMA Union: St. Petersburg MMA Championship 1              | 2013年3月31日  |
| ○    | セルゲイ・アキニン           | 1R 4:10 TKO（パンチ連打）       | OctagonMMA Warriors: Nurmagomedov vs. Akinin                      | 2013年2月21日  |
| ○    | アディベク・ジャルドショフ   | 1R 3:40 TKO（パンチ連打）       | OctagonMMA Warriors: Nurmagomedov vs. Akinin                      | 2013年2月21日  |
| ○    | アナトリー・サフロノフ       | 1R 2:30 三角絞め                | Liga Kavkaz 2012                                                  | 2012年7月3日   |
| ○    | イブラヒム・ジャントゥカノフ | 1R 1:32 腕ひしぎ十字固め        | ProFC: Battle in the Caucasus                                     | 2011年10月22日 |

## 獲得タイトル

### コンバットサンボ
- コンバットサンボ世界選手権 82kg級 3位（2014年）